# Aura da Montefeltro
Aura da Montefeltro (1405 circa – 1475) è stata una nobile italiana, contessa consorte di Apecchio.

## Biografia

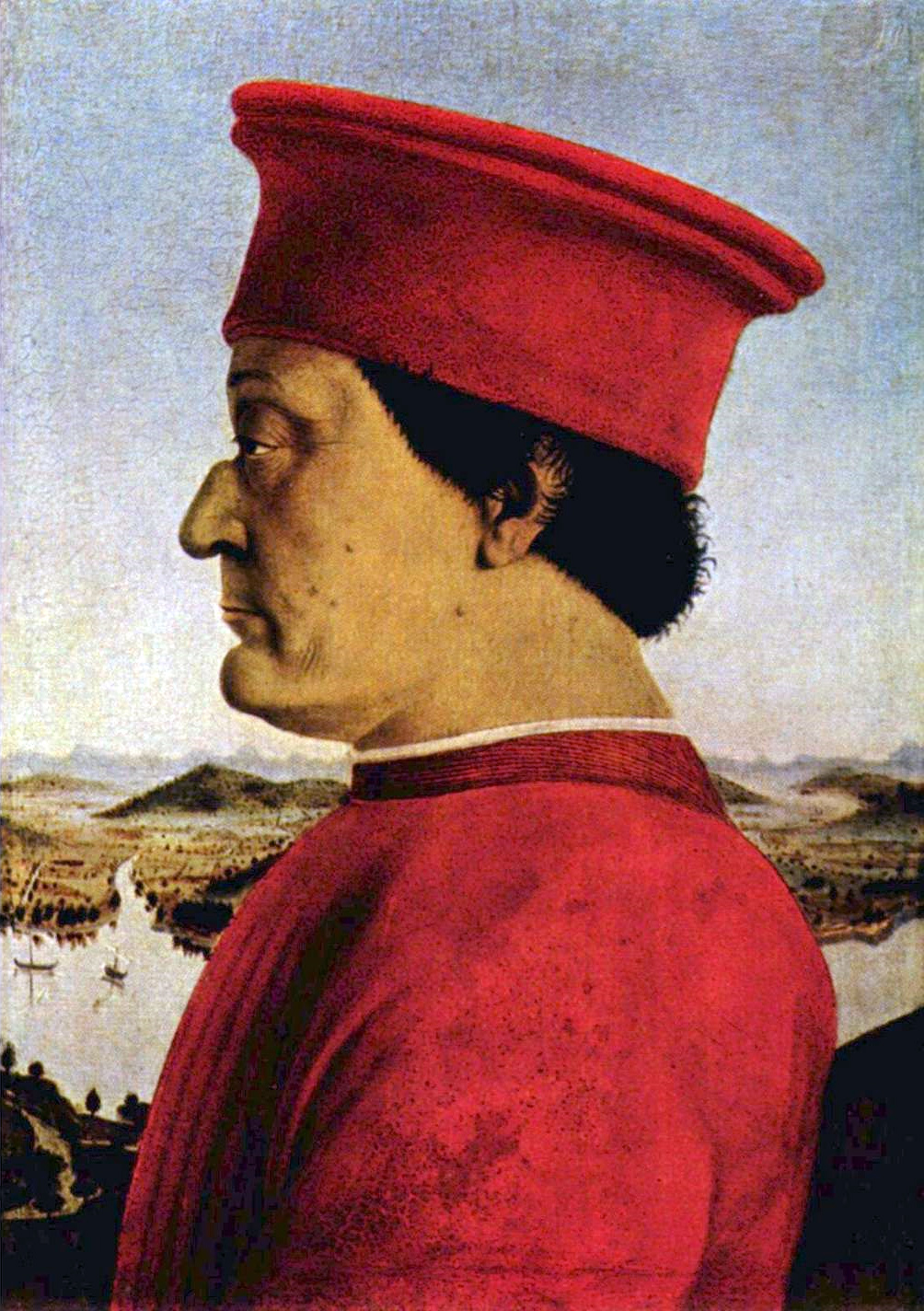
Federico da Montefeltro

Era la figlia naturale di Guidantonio da Montefeltro, conte di Urbino.
Il 25 agosto 1420 sposò Bernardino Ubaldini della Carda, conte di Apecchio e capitano di ventura che militò nelle compagnie dei Da Montefeltro.
Alcune fonti sostengono che Aura fu la madre di Federico da Montefeltro, futuro duca di Urbino, e il padre suo marito Bernardino, e che Federico venne adottato da Guidantonio.
Secondo altre fonti storiche la madre di Federico da Montefeltro sarebbe stata Elisabetta degli Accomanducci, nato nel castello di Petroia il 7 giugno 1422 da una sua relazione adulterina  con Guidantonio all'età di 44 anni. La nascita del figlio, tenuto a Gubbio, venne mantenuta segreta per circa due anni, resa nota solo in seguito e legittimata da una bolla papale emessa da Papa Martino V.

## Discendenza
Aura e Bernardino ebbero un unico figlio, Ottaviano, nato intorno al 1422.

## Ascendenza
|                            |   |                      | Genitori                 |  |  | Nonni |  |  | Bisnonni                   |  |  | Trisnonni            |  |
|                            |   |                      |                          |  |  |       |  |  | Federico II da Montefeltro |  |  | Nolfo da Montefeltro |  |
|                            |   |                      |                          |  |  |       |  |  | Federico II da Montefeltro |  |  | Nolfo da Montefeltro |  |
|                            |   | Margherita Gabrielli |                          |  |  |       |  |  | Federico II da Montefeltro |  |  |                      |  |
| Antonio II da Montefeltro  |   |                      |                          |  |  |       |  |  | Federico II da Montefeltro |  |  |                      |  |
|                            |   | Teodora Gonzaga      | Ugolino Gonzaga          |  |  |       |  |  |                            |  |  |                      |  |
|                            |   | Teodora Gonzaga      | Ugolino Gonzaga          |  |  |       |  |  |                            |  |  |                      |  |
|                            |   | Teodora Gonzaga      | Emilia della Gherardesca |  |  |       |  |  |                            |  |  |                      |  |
| Guidantonio da Montefeltro |   | Teodora Gonzaga      |                          |  |  |       |  |  |                            |  |  |                      |  |
|                            |   | …                    | …                        |  |  |       |  |  |                            |  |  |                      |  |
|                            |   | …                    | …                        |  |  |       |  |  |                            |  |  |                      |  |
|                            |   | …                    | …                        |  |  |       |  |  |                            |  |  |                      |  |
| Agnesina di Vico           |   | …                    |                          |  |  |       |  |  |                            |  |  |                      |  |
|                            |   | …                    | …                        |  |  |       |  |  |                            |  |  |                      |  |
|                            |   | …                    | …                        |  |  |       |  |  |                            |  |  |                      |  |
|                            |   | …                    | …                        |  |  |       |  |  |                            |  |  |                      |  |
| Aura da Montefeltro        |   | …                    |                          |  |  |       |  |  |                            |  |  |                      |  |
|                            | … | …                    |                          |  |  |       |  |  |                            |  |  |                      |  |
|                            | … | …                    |                          |  |  |       |  |  |                            |  |  |                      |  |
|                            | … | …                    |                          |  |  |       |  |  |                            |  |  |                      |  |
| …                          | … |                      |                          |  |  |       |  |  |                            |  |  |                      |  |
|                            |   | …                    | …                        |  |  |       |  |  |                            |  |  |                      |  |
|                            |   | …                    | …                        |  |  |       |  |  |                            |  |  |                      |  |
|                            |   | …                    | …                        |  |  |       |  |  |                            |  |  |                      |  |
| …                          |   | …                    |                          |  |  |       |  |  |                            |  |  |                      |  |
|                            |   | …                    | …                        |  |  |       |  |  |                            |  |  |                      |  |
|                            |   | …                    | …                        |  |  |       |  |  |                            |  |  |                      |  |
|                            |   | …                    | …                        |  |  |       |  |  |                            |  |  |                      |  |
| …                          |   | …                    |                          |  |  |       |  |  |                            |  |  |                      |  |
|                            |   | …                    | …                        |  |  |       |  |  |                            |  |  |                      |  |
|                            |   | …                    | …                        |  |  |       |  |  |                            |  |  |                      |  |
|                            |   | …                    | …                        |  |  |       |  |  |                            |  |  |                      |  |
|                            |   | …                    |                          |  |  |       |  |  |                            |  |  |                      |  |